# طوم ويلكينسون
طوم ويلكينسون (بالإنجليزية: Tom Wilkinson من مواليد 12 ديسمبر 1948 – 30 ديسمبر 2023) ممثل إنجليزي حاصل على جائزة البافتا 1997 كأفضل ممثل مساند عن دوره في فيلم ذا فول مونتي.

## الوفاة
توفي طوم ويلكينسون في 30 ديسمبر 2023 عن عمر ناهز الخامسة والسبعين.

## مواقع خارجية
- طوم ويلكينسون على موقع IMDb (الإنجليزية)
- طوم ويلكينسون على موقع روتن توميتوز (الإنجليزية)
- طوم ويلكينسون على موقع قاعدة بيانات الأفلام العربية
- طوم ويلكينسون على موقع ألو سيني (الفرنسية)
- طوم ويلكينسون على موقع ميوزك برينز (الإنجليزية)
- طوم ويلكينسون على موقع تيرنر كلاسيك موفيز (الإنجليزية)
- طوم ويلكينسون على موقع أول موفي (الإنجليزية)
- طوم ويلكينسون على موقع بوكس أوفيس موجو (الإنجليزية)
- طوم ويلكينسون على موقع قاعدة بيانات الأفلام السويدية (السويدية)
- طوم ويلكينسون على موقع إن إن دي بي (الإنجليزية)